# Psecas euoplus
Psecas euoplus är en spindelart som beskrevs av Chamberlin, Ivie 1936. Psecas euoplus ingår i släktet Psecas och familjen hoppspindlar. Inga underarter finns listade i Catalogue of Life.